# Porcheux
Porcheux [poršö] je francouzská obec v departementu Oise v regionu Hauts-de-France, asi 15 km jihozápadně od Beauvais a 90 km SSZ od Paříže. V roce 2013 zde žilo 449 obyvatel.

## Poloha
Sousední obce jsou: Boutencourt, Hardivillers-en-Vexin, La Houssoye, Jouy-sous-Thelle, Labosse a Thibivillers.

## Vývoj počtu obyvatel
Počet obyvatel